# Copa de España de fútbol sala 2011
La 22ª edición de la Copa de España de Fútbol Sala se disputa en el Pabellón Pedro Delgado de Segovia del 10 al 13 de febrero de 2011.

## Desarrollo
|  | Cuartos de final            | Cuartos de final |                 |                       | Semifinales  | Semifinales  |  |                       | Final        | Final        |  |
|  | 3 y 4 de febrero            | 3 y 4 de febrero |                 |                       | 5 de febrero | 5 de febrero |  |                       | 6 de febrero | 6 de febrero |  |
|  |                             |                  |                 |                       |              |              |  |                       |              |              |  |
|  |                             |                  |                 |                       |              |              |  |                       |              |              |  |
|  | FC Barcelona Alusport       | 6                |                 |                       |              |              |  |                       |              |              |  |
|  | FC Barcelona Alusport       | 6                |                 |                       |              |              |  |                       |              |              |  |
|  | Fisiomedia Manacor          | 0                |                 |                       |              |              |  |                       |              |              |  |
|  | Fisiomedia Manacor          | 0                |                 | FC Barcelona Alusport | 2            |              |  |                       |              |              |  |
|  |                             |                  |                 | FC Barcelona Alusport | 2            |              |  |                       |              |              |  |
|  |                             |                  | Caja Segovia FS | 2                     |              |              |  |                       |              |              |  |
|  | Caja Segovia FS             | 5                | Caja Segovia FS | 2                     |              |              |  |                       |              |              |  |
|  | Caja Segovia FS             | 5                |                 |                       |              |              |  |                       |              |              |  |
|  | Benicarló Aeroport Castelló | 4                |                 |                       |              |              |  |                       |              |              |  |
|  | Benicarló Aeroport Castelló | 4                |                 |                       |              |              |  | FC Barcelona Alusport | 3            |              |  |
|  |                             |                  |                 |                       |              |              |  | FC Barcelona Alusport | 3            |              |  |
|  |                             |                  | ElPozo Murcia   | 2                     |              |              |  |                       |              |              |  |
|  | Inter Movistar              | 5                | ElPozo Murcia   | 2                     |              |              |  |                       |              |              |  |
|  | Inter Movistar              | 5                |                 |                       |              |              |  |                       |              |              |  |
|  | Lobelle de Santiago         | 6                |                 |                       |              |              |  |                       |              |              |  |
|  | Lobelle de Santiago         | 6                |                 | Lobelle de Santiago   | 2            |              |  |                       |              |              |  |
|  |                             |                  |                 | Lobelle de Santiago   | 2            |              |  |                       |              |              |  |
|  |                             |                  | ElPozo Murcia   | 3                     |              |              |  |                       |              |              |  |
|  | Triman Navarra              | 3                | ElPozo Murcia   | 3                     |              |              |  |                       |              |              |  |
|  | Triman Navarra              | 3                |                 |                       |              |              |  |                       |              |              |  |
|  | ElPozo Murcia               | 3                |                 |                       |              |              |  |                       |              |              |  |
|  | ElPozo Murcia               | 3                |                 |                       |              |              |  |                       |              |              |  |
|  |                             |                  |                 |                       |              |              |  |                       |              |              |  |

### FC Barcelona Alusport - Fisomedia Manacor
| 3 de febrero de 2011, 19:00 (CET) | FC Barcelona Alusport                      | 6:0 (2:0) | Fisiomedia Manacor | Pabellón Pedro Delgado, Segovia                                                        |                                                                                        |
|                                   | Lin 8´ 39´ Wilde 19´ 32´ Saad 31´ Igor 39´ |           |                    | Asistencia: 3000 espectadores espectadores Árbitro(s): Cordero Gallego y Linares López | Asistencia: 3000 espectadores espectadores Árbitro(s): Cordero Gallego y Linares López |

### Benicarló Aeroport Castelló - Caja Segovia
| 3 de febrero de 2011, 21:00 (CET) | Benicarló Aeroport Castelló                 | 4:5 (1:1, 4:4) | Caja Segovia                                         | Pabellón Pedro Delgado, Segovia                                                       |                                                                                       |
|                                   | Vadillo 20´ Xapa 30´ Lolo 34´ Chaguinha 40´ |                | Geison 4´ 37´ Sergio Lozano 26´ Borja 29´ Matías 45´ | Asistencia: 3000 espectadores espectadores Árbitro(s): Blázquez Sierra y García Morón | Asistencia: 3000 espectadores espectadores Árbitro(s): Blázquez Sierra y García Morón |

### Inter Movistar - Lobelle de Santiago
| 4 de febrero de 2011, 19:00 (CET) | Inter Movistar                                        | 5:6 (2:5) | Lobelle de Santiago                                                               | Pabellón Pedro Delgado, Segovia                                               |                                                                               |
|                                   | Schumacher 5´ Ortiz 16´ Eka 29´ Gabriel 35´ Borja 37´ |           | Schumacher 3´ (p. p.) Charlie 8´ Rafael 10´ Raúl Campos 11´ Aicardo 20´ David 39´ | Asistencia: 3000 espectadores espectadores Árbitro(s): Peña Díaz y Peña Gómez | Asistencia: 3000 espectadores espectadores Árbitro(s): Peña Díaz y Peña Gómez |

### Triman Navarra - ElPozo Murcia
| 4 de febrero de 2011, 21:00 (CET) | Triman Navarra                            | 3:3 (3:5) (0:2, 3:3) | ElPozo Murcia                       | Pabellón Pedro Delgado, Segovia                                                           |                                                                                           |
|                                   | Javi Eseverri 21´ Rafa Usín 34´ Araça 40´ |                      | Dani Salgado 7´ De Bail 8´ Kike 36´ | Asistencia: 3000 espectadores espectadores Árbitro(s): Gutiérrez Lumbreras y Gracia Marín | Asistencia: 3000 espectadores espectadores Árbitro(s): Gutiérrez Lumbreras y Gracia Marín |

### FC Barcelona Alusport - Caja Segovia
| 5 de febrero de 2011, 18:00 (CET) | FC Barcelona Alusport | 2:2 (5:4) (0:0, 2:2) | Caja Segovia                   | Pabellón Pedro Delgado, Segovia                                                            |                                                                                            |
|                                   | Lin 22´ Fernandao 23´ |                      | Sergio Lozano 27´ Antoñito 30´ | Asistencia: 3000 espectadores espectadores Árbitro(s): Gracia Marín y Gutuiérrez Lumbreras | Asistencia: 3000 espectadores espectadores Árbitro(s): Gracia Marín y Gutuiérrez Lumbreras |

### Lobelle de Santiago - ElPozo Murcia
| 5 de febrero de 2011, 20:00 (CET) | Lobelle de Santiago  | 2:3 (0:2) | ElPozo Murcia                     | Pabellón Pedro Delgado, Segovia                                                        |                                                                                        |
|                                   | Aicardo 22´ Pola 35´ |           | Vinicius 10´ Kike 12´ Barroso 25´ | Asistencia: 3000 espectadores espectadores Árbitro(s): Cordero Gallego y Linares López | Asistencia: 3000 espectadores espectadores Árbitro(s): Cordero Gallego y Linares López |

### FC Barcelona Alusport - ElPozo Murcia
| 6 de febrero de 2011, 19:00 (CET) | FC Barcelona Alusport  | 3:2 (2:0) | ElPozo Murcia               | Pabellón Pedro Delgado, Segovia                                               |                                                                               |
|                                   | Wilde 2´ 12´ Chico 25´ |           | Álvaro 27´ Dani Salgado 40´ | Asistencia: 3000 espectadores espectadores Árbitro(s): Peña Gómez y Peña Díaz | Asistencia: 3000 espectadores espectadores Árbitro(s): Peña Gómez y Peña Díaz |